# Ужанье (озеро)
Ужанье — озеро в Усвятской волости Усвятского района Псковской области.
Площадь — 1,35 км² (135,4 га). Максимальная глубина — 2,8 м, средняя глубина — 1,3 м.
На берегу озера расположены деревни: Ужанье, Цыгановы Нивы, Терасы
Проточное. Из озера с севера впадает и с юга вытекает река Ужица — приток реки Усвяча (через Усвятское озеро), которая относится к бассейну Западной Двины.
Тип озера плотвично-окуневый с лещом и уклеей. Массовые виды рыб: щука, плотва, окунь, лещ, ерш, красноперка, карась, линь, вьюн, щиповка.
Для озера характерно: леса, луга, болото; в литорали — песок, заиленный песок, ил; в центре — ил. В период весеннего половодья возможен подъём уровня воды на 1—2 м; бывают заморы.